# Warchenne

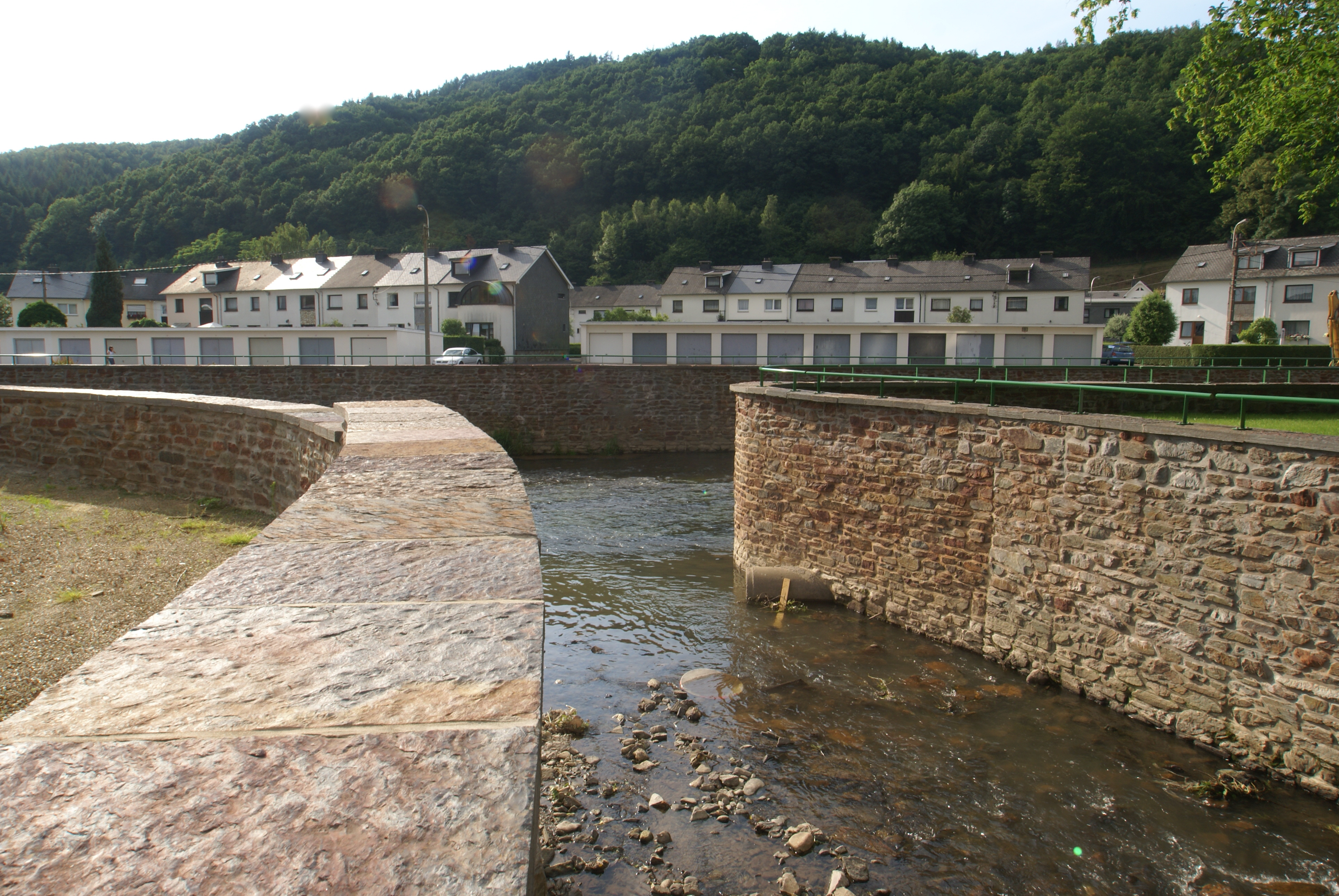
Samenstroming van de Warche en de Warchenne bij Malmedy

De Warchenne is een beek in de Belgische provincie Luik.
Ze ontspringt ten oosten van Faymonville, stroomt door Weismes en vloeit na 14 km samen met de Warche in Malmedy. Ze behoort tot het Maasbekken.